# 클리브 솔리스

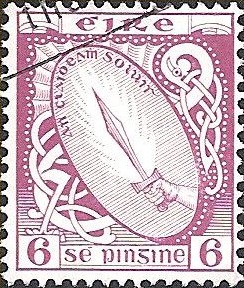
1922년경 아일랜드의 6펜스짜리 우표에 인쇄된 빛나는 검.

클리브 솔러스(아일랜드어: Claíomh Solais; Claidheamh Soluis [ˌklˠiːvˠ ˈsˠɔlˠəʃ])는 아일랜드어로 "빛의 검" 또는 "빛나는 검"이라는 뜻으로, 다양한 아일랜드 전설, 신화, 민담에서 등장한다. 스코틀랜드의 민담에서 등장하는 경우도 있다.
대중매체에서 이 무기를 아일랜드 신화에 등장하는 다양한 검들(예컨대 쿠 훌린의 검 크라우아이딘, 누아다의 검 등)과 동일시하는 경우가 많지만, 그에 대한 문헌상의 명확한 증거는 없다.

## 같이 보기
- 루 라바다
- 룬 켈트하르
- 투어허 데 다넌의 4대 비보
- 누아다 아르게틀람